# Brandstofaccijns

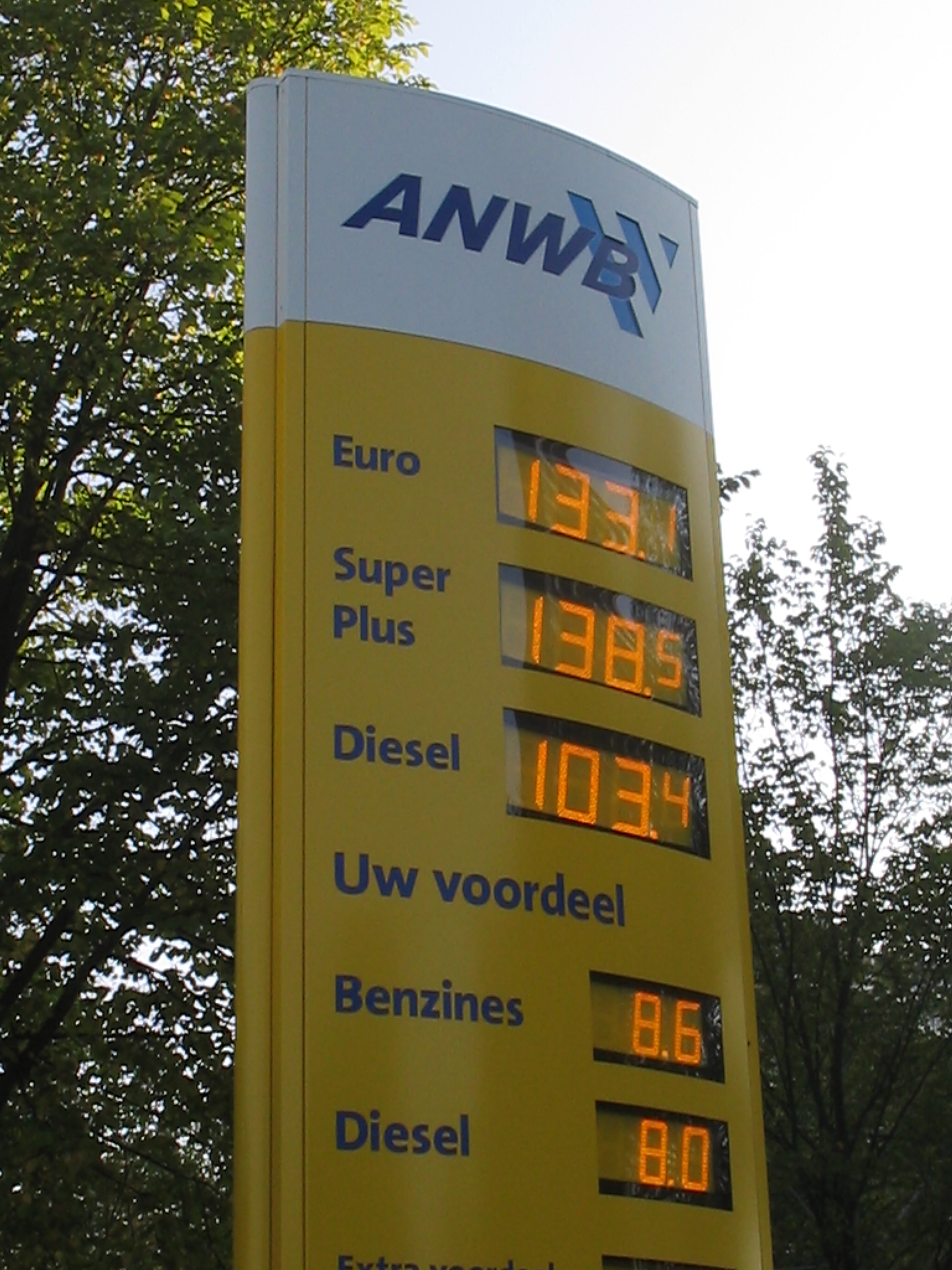
Brandstofprijzen in Nederland op 16 oktober 2005

Brandstofaccijns is een belasting die wordt geheven op brandstoffen zoals benzine, diesel en lpg.

## Brandstofprijs
De prijs van brandstoffen bestaat uit drie belangrijke componenten, namelijk:
- de producentenprijs: dit is de prijs van aardolie zoals deze tot stand komt op de wereldmarkt. De oliemaatschappijen raffineren de ruwe olie tot brandstoffen en andere aardolieproducten. Verder komen hier de kosten bij van biobrandstoffen die wettelijk verplicht moeten worden bijgemengd.
- de distributie- en handelsmarge voor de dekking van de kosten met betrekking tot opslag, transport en de marketing van motorbrandstoffen.
- Heffingen en btw: Over de verkoop van motorbrandstoffen worden verschillende heffingen berekend, waaronder accijns, brandstoffenheffing, energiebelasting en voorraadheffing.

De benzineprijs varieert per verkooplocatie. Langs de autosnelwegen is de benzineprijs zo'n 8 à 9 cent per liter hoger hetgeen verklaard kan worden door hogere investeringen en hogere kosten door de 24-uurs dienstverlening. Op de overige wegen komen prijsvechters (witte pompen) en onbemande benzinestations voor die de benzine tot 16 cent per liter goedkoper aanbieden dan de De "Gemiddelde Landelijke Adviesprijs" (GLA). Verder kunnen nog extra kortingen worden aangeboden aan gebruikers van een card van de autoleasemaatschappijen of door de oliemaatschappijen aan loyale klanten.

## Europees Nederland
In Europees Nederland worden de volgende belastingen geheven op benzine:
- Accijns, een verbruiksbelasting die is verwerkt in de prijs van zowel benzine als diesel. De accijns wordt geheven per liter. Er gold voor rode diesel tot en met 31 december 2012 een verlaagd tarief. Daarna is het vervallen.[2]
- Voorraadheffing. Op grond van internationale afspraken is Nederland verplicht strategische olievoorraden aan te houden. Deze verplichting wordt deels ingevuld door het oliebedrijfsleven en deels door de stichting Centraal Orgaan Voorraadvorming Aardolieproducten (COVA). De exploitatiekosten van COVA worden gedekt door de voorraadheffing. Het oliebedrijfsleven ontvangt geen wettelijke vergoeding.
- Btw. De btw is een algemene verbruiksbelasting voor goederen en diensten. De btw (in Nederland 21%) wordt geheven over de prijs van het goed of de dienst.

In de figuur hieronder een overzicht van alle kosten en heffingen voor de drie belangrijkste motorbrandstoffen per maart 2011 in procenten.
| Omschrijving                  | Benzine | Diesel | Lpg    |
| ----------------------------- | ------- | ------ | ------ |
| Gemiddelde producentenprijs   | 29,6%   | 41,6%  | 47,8%  |
| Distributie- en handelsmarge  | 6,6%    | 7,4%   | 20,0%  |
| Subtotaal kale pompprijs      | 36,3%   | 49,1%  | 67,8%  |
| Heffingen                     | 42,7%   | 29,9%  | 11,2%  |
| Btw                           | 17,4%   | 17,4%  | 17,4%  |
| Subtotaal overheidsafdrachten | 63,7%   | 50,9%  | 32,2%  |
| Totaal consumentenprijs       | 100,0%  | 100,0% | 100,0% |

### Overzicht verloop benzineaccijns

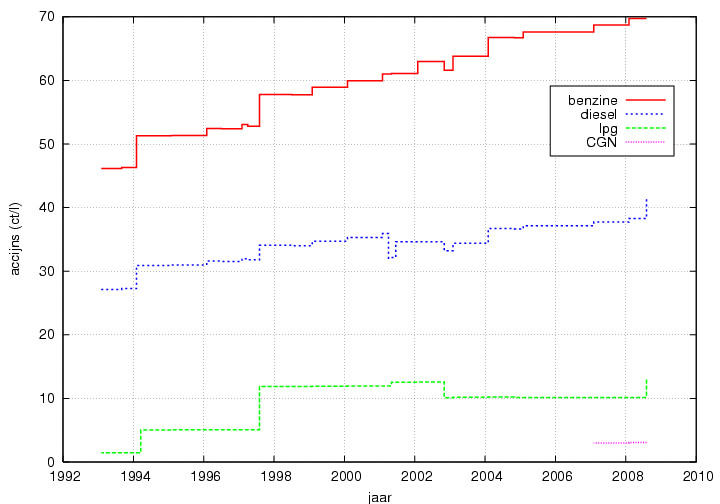
Accijnsverloop (bron CBS)

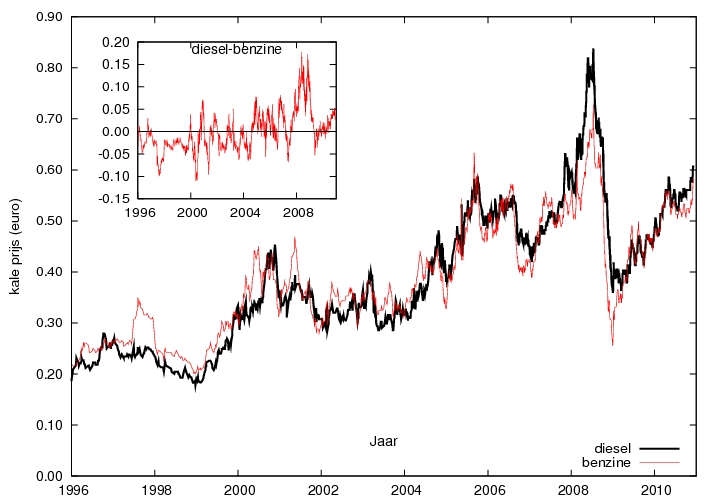
Kale prijs benzine en diesel

De volgende tabel geeft een overzicht van het verloop van de totale (Accijns, Brandstoffenbelasting, EnergieBelasting, Voorraadheffing, MAP-toeslag, Temperatuurcorrectie, SUBAT-heffing) accijns zonder btw:
| Vanaf      | Benzine (ct/l) | Diesel (ct/l) | Lpg (ct/kg) | Cng (ct/m3) |
| ---------- | -------------- | ------------- | ----------- | ----------- |
| 1993-01-01 | 46,125         | 27,102        | 1,444       | 0,000       |
| 1993-08-01 | 46,285         | 27,261        | 1,444       | 0,000       |
| 1994-01-01 | 51,298         | 30,904        | 1,444       | 0,000       |
| 1994-02-16 | 51,298         | 30,904        | 5,017       | 0,000       |
| 1995-01-01 | 51,344         | 30,954        | 5,073       | 0,000       |
| 1996-01-01 | 52,428         | 31,591        | 5,073       | 0,000       |
| 1996-06-01 | 52,383         | 31,545        | 5,073       | 0,000       |
| 1997-01-01 | 53,089         | 31,960        | 5,073       | 0,000       |
| 1997-03-01 | 52,793         | 31,800        | 5,073       | 0,000       |
| 1997-07-01 | 57,806         | 34,077        | 11,877      | 0,000       |
| 1998-01-01 | 57,806         | 34,077        | 11,877      | 0,000       |
| 1998-06-01 | 57,738         | 34,009        | 11,877      | 0,000       |
| 1999-01-01 | 58,938         | 34,713        | 11,909      | 0,000       |
| 2000-01-01 | 59,932         | 35,295        | 11,934      | 0,000       |
| 2001-01-01 | 61,002         | 35,919        | 11,963      | 0,000       |
| 2001-03-01 | 61,002         | 32,041        | 11,963      | 0,000       |
| 2001-04-01 | 61,093         | 32,141        | 12,552      | 0,000       |
| 2001-05-16 | 61,093         | 34,645        | 12,552      | 0,000       |
| 2002-01-01 | 62,968         | 34,626        | 12,601      | 0,000       |
| 2002-10-01 | 61,601         | 33,218        | 10,111      | 0,000       |
| 2003-01-01 | 63,797         | 34,392        | 10,170      | 0,000       |
| 2003-07-01 | 63,797         | 34,392        | 10,170      | 0,000       |
| 2004-01-01 | 66,762         | 36,696        | 10,211      | 0,000       |
| 2004-07-01 | 66,762         | 36,696        | 10,211      | 0,000       |
| 2004-10-01 | 66,702         | 36,636        | 10,151      | 0,000       |
| 2005-01-01 | 67,628         | 37,141        | 10,151      | 0,000       |
| 2005-07-01 | 67,628         | 37,141        | 10,151      | 0,000       |
| 2006-01-01 | 67,628         | 37,141        | 10,151      | 0,000       |
| 2007-01-01 | 68,702         | 37,727        | 10,151      | 3,000       |
| 2008-01-01 | 69,724         | 38,284        | 10,151      | 3,050       |
| 2008-07-01 | 69,724         | 41,294        | 12,950      | 3,050       |
| 2009-01-01 | 70,900         | 41,986        | 13,137      | 3,100       |
| 2010-01-01 | 72,298         | 42,839        | 16,002      | 3,160       |
| 2011-01-01 | 72,420         | 42,950        | 16,094      | 3,180       |
| 2012-01-01 | 73,640         | 43,670        | 17,344      | 6,390       |
| 2013-01-01 | 75,250         | 44,620        | 18,594      | 9,590       |
| 2014-01-01 | 76,724         | 48,576        | 33,017      | 12,800      |
| 2015-01-01 | 77,407         | 49,006        | 34,267      | 16,000      |
| 2016-01-01 | 77,790         | 49,247        | 34,434      | 16,080      |
| 2017-01-01 | 78,021         | 49,392        | 34,535      | 16,128      |
| 2018-01-01 | 78,639         | 49,781        | 34,805      | 16,257      |
| 2019-01-01 | 79,573         | 50,369        | 35,213      | 16,452      |
| 2020-01-01 | 80,833         | 51,162        | 35,764      | 16,715      |
| 2021-01-01 | 82,114         | 52,968        | 36,323      | 16,982      |

### Aandeel van belastingen op prijzen
Het aandeel van de belastingen op benzine- en dieselprijzen neemt af als de prijs van benzine en diesel stijgt. De belasting bestaat namelijk uit twee belastingcomponenten, accijns en btw (21%), en een voorraadheffing. De accijns is een vast bedrag per 1000 liter en dus onafhankelijk van prijsstijgingen. De btw is een percentage van de prijs. De voorraadheffing, vastgesteld door het Ministerie van Economische Zaken en Klimaat is ook een vast bedrag per 1000 liter en dient om de brandstofvoorraden te financieren.
De absolute belastingdruk op benzine en diesel houdt geen gelijke trend met de stijging van de brandstofprijzen. Op 1 januari 2005 is de accijns op benzine euroloodvrij gestegen van € 0,659 per liter naar € 0,668 per liter, oftewel een stijging van 0,9 cent per liter. Op 1 januari 2006 werd de accijns niet verhoogd. Per 1 januari 2007 steeg de accijns wel, met 1,6% (inflatiecorrectie), zodat de benzineaccijns in 2007 € 0,684 was. In 2006 was er een 2% accijnsvrijstelling voor de bijmenging van biobrandstoffen. Deze vrijstelling verviel in 2007, terwijl 2% bijmenging toen wel verplicht werd.
Van 2007 tot 2014 is de accijns op euroloodvrij benzine verhoogd met een inflatiecorrectie. De accijns op diesel en gas is echter veel sterker gestegen.
De btw bedraagt 21% van de prijs. Een stijging van de prijs betekent dus ook een stijging van de btw. Een prijsstijging van bijvoorbeeld 5 cent leidt tot een hogere btw-opbrengst van 1,05 cent.
Door de gelijkblijvende accijnsdruk en de slechts in beperkte mate stijgende btw-druk, daalt het relatieve aandeel belastingen in de brandstofprijs bij een stijging van de brandstofprijs.

### Verloop benzineprijzen

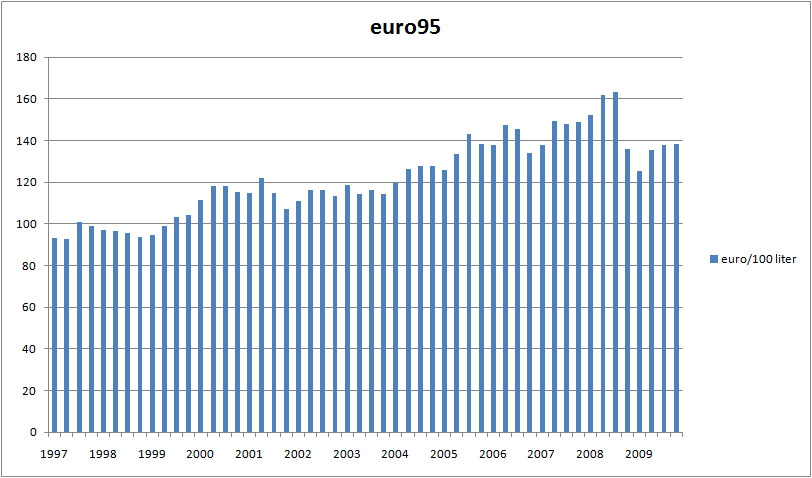
Prijsverloop euro95 (data CBS)

De (geadviseerde) benzineprijs is gestegen van € 1,159 per liter op 1 januari 2004 tot € 1,399 per liter op 19 juli 2005 en tot € 1,50 per liter op 2 mei 2007. De absolute belastingdruk is in die periode gestegen van € 0,849 per liter (2004) via € 0,896 per liter (2005) naar € 0,924 per liter (2007). Met andere woorden: in de periode dat de prijs met 34 cent per liter is gestegen, is het belastingaandeel gestegen met 7,5 cent per liter. De belastingdruk is in diezelfde periode gedaald van zo’n 72,8% naar 64,1%, en ten slotte naar 61,6% van de prijs aan de pomp.

## Caribisch Nederland
De tarieven van de benzineaccijns zijn vastgelegd in de Douane- en Accijnswet BES. De accijns wordt geheven per hectoliter benzine. Op andere brandstoffen wordt geen accijns geheven.
| Vanaf       | Benzine op Bonaire (in dollarcent/liter) | Benzine op Sint Eustatius en Saba (dollarcent/liter) |
| ----------- | ---------------------------------------- | ---------------------------------------------------- |
| 1 jan. 2011 | 41,86                                    | 34,27                                                |
| 1 jan. 2013 | 31,86                                    | 24,27                                                |

## Internationaal
Op 3 mei 2008 publiceert www.CNNMoney.com de prijzen in diverse landen van een gallon (3,79 liter) benzine. Stijgende benzineprijzen spelen een rol in de presidentsverkiezingen in de Verenigde Staten. Maar in vergelijking met bijvoorbeeld Nederland vallen de prijzen in Amerika nog steeds erg mee.
De duurste landen, met Nederland op de vijfde plaats en de Verenigde Staten op de 111e plaats:
- 1. Bosnië en Herzegovina $10,86
- 2. Eritrea $9,58
- 3. Noorwegen $8,73
- 4. Verenigd Koninkrijk $8,38
- 5. Nederland $8,37
- 6. Monaco $8,31
- 7. IJsland $8,28
- 8. België $8,22
- 9. Frankrijk $8,07
- 10. Duitsland $7,86
- 111. Verenigde Staten $3.45

De voordeligste landen (in dollars)
- 1. Venezuela 12 cent
- 2. Iran 40 cent
- 3. Saoedi-Arabië 45 cent
- 4. Libië 50 cents
- 5. Swaziland 54 cent
- 6. Qatar 73 cent
- 7. Bahrein 81 cent
- 8. Egypte 89 cent
- 9. Koeweit 90 cent
- 10. Seychellen 98 cent
- 45. Verenigde Staten $3,45

## Vergelijking prijsopbouw benzine Duitsland en Nederland

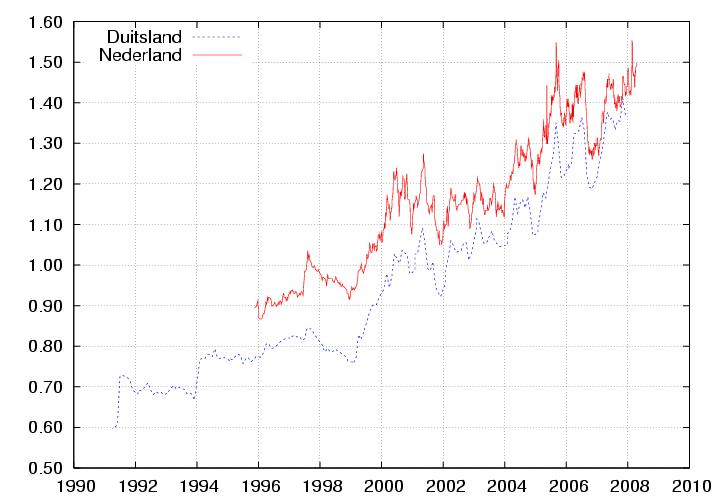
Prijs van Euro95 in Nederland en Duitsland

In Duitsland bedroeg de gemiddelde benzineprijs in juni 2005 € 1,205 per liter en in Nederland € 1,356 per liter. De absolute belastingdruk in Nederland was in juni 2005 6,4 cent per liter hoger dan in Duitsland. Daarentegen was de relatieve belastingdruk (dus het percentage aan belastingen van de prijs) in Nederland lager dan in Duitsland. Het totale prijsverschil bedroeg 15,1 cent per liter (Duitsland goedkoper), hoewel de Duitse absolute belastingdruk maar 6,4 cent lager was. De kale, dus exclusief alle belastingen, benzineprijs in Duitsland is ongeveer 8,7 cent lager dan in Nederland.